# Mohon
 Mohon  (en bretón Mozhon) es una población y comuna francesa, situada en la región de Bretaña, departamento de Morbihan, en el distrito de Vannes y cantón de La Trinité-Porhoët.

## Demografía
| 1541 | 1442 | 1247 | 1102 | 1031 | 898 |
| Para los censos de 1962 a 1999 la población legal corresponde a la población sin duplicidades (Fuente: INSEE [Consultar]) |      |      |      |      |     |